# Laliki

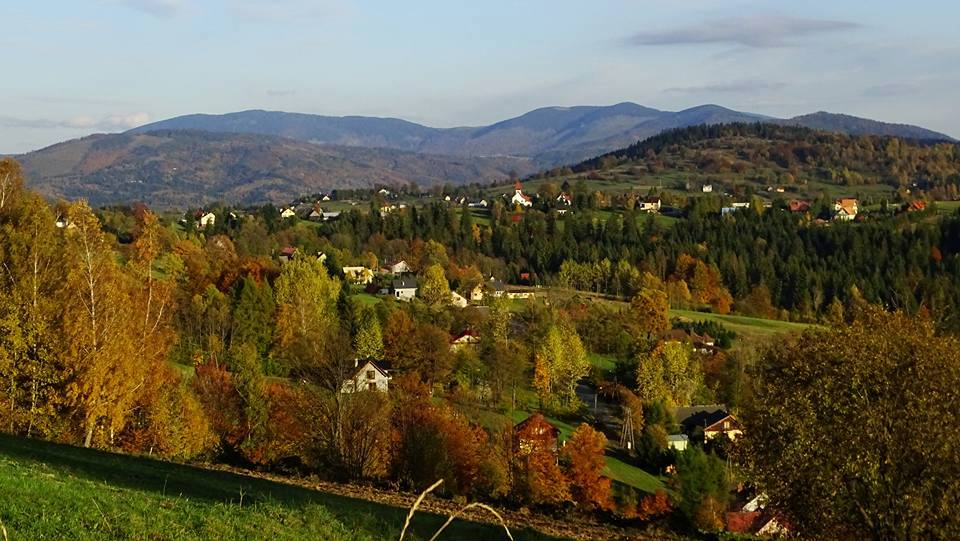
Panorama im Sommer

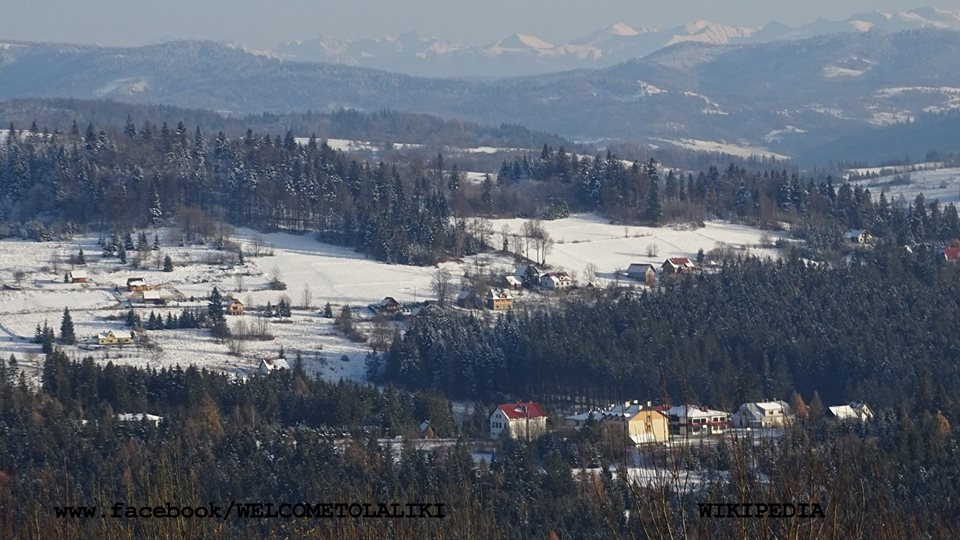
Panorama im Winter

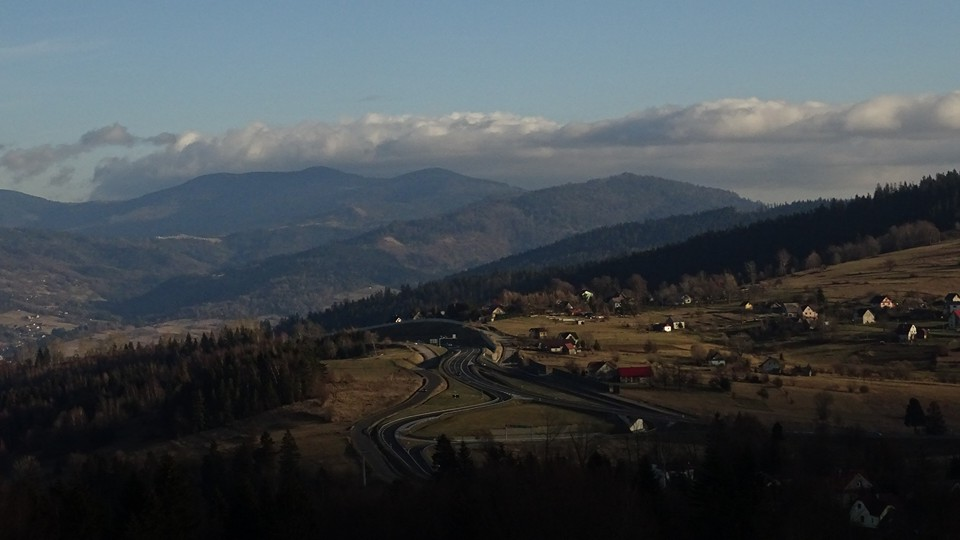
S1 im Dorf

Laliki ist eine Ortschaft mit einem Schulzenamt der Gemeinde Milówka im Powiat Żywiecki der Woiwodschaft Schlesien in Polen.

## Geographie
Der Ort liegt an der Grenze von den Saybuscher Beskiden (Beskid Żywiecki) im Süden und Schlesischer Beskiden (Beskid Śląski) im Nordwesten. Die Weiler sind: Krawce, Pochodzita (mit Holzkirche), Stańcówka und Wołowiec (mit Schule und Krankenhaus); andere Ortsteile: Berkówka, Cerla, Kasperki (mit der Pfarrkirche, erbaut 1985–1990), Koszutkówka, Kotłówka, Krutaki, Kubaszczyki, Laliki Małe, Obrót, Pawliczne, Piekło, Suche, Szklanówka, Tarliczne und Złamane.
Das Dorf hat eine Fläche von 1360 ha (13,8 % der Landgemeinde).

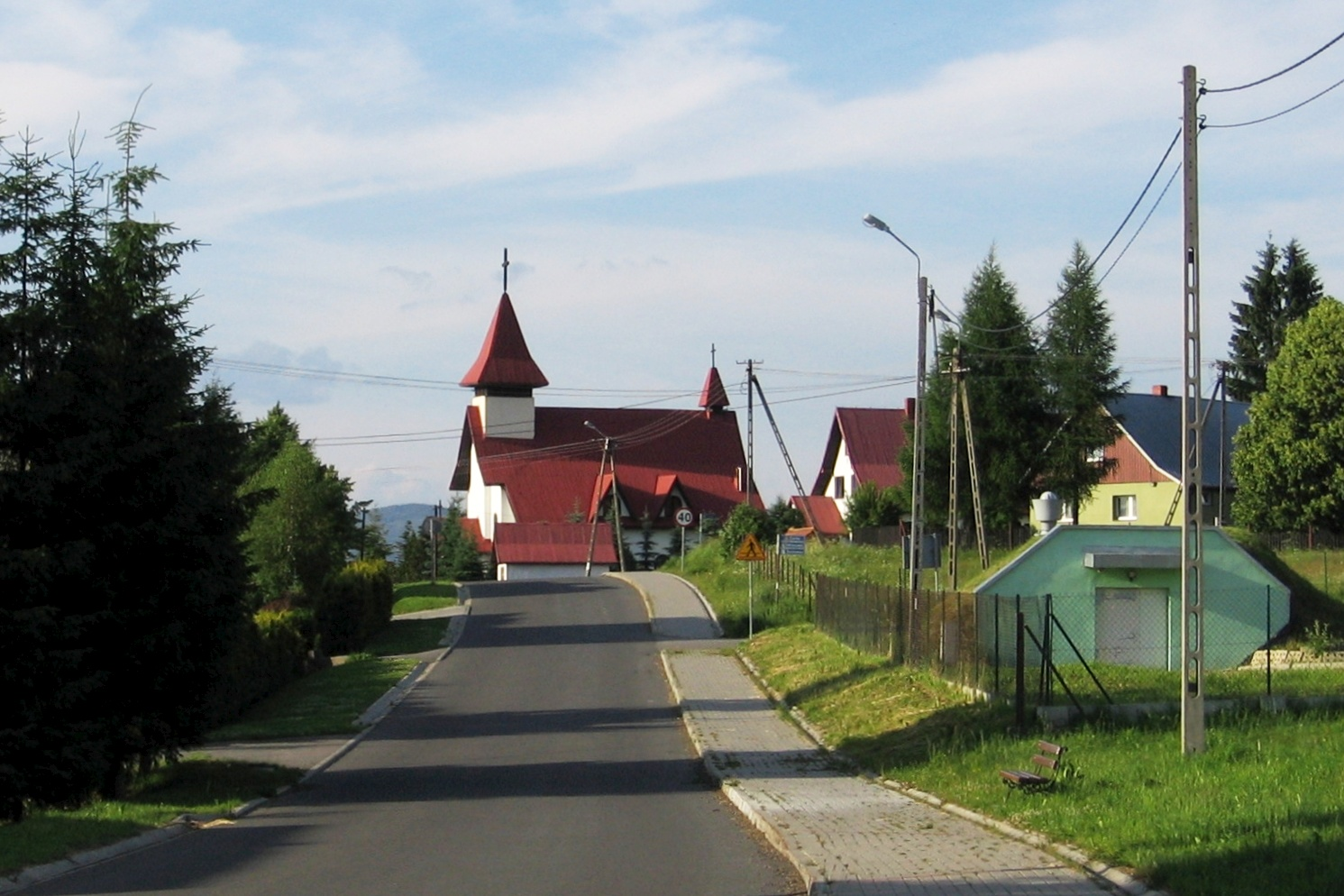
Straße durch das Dorf
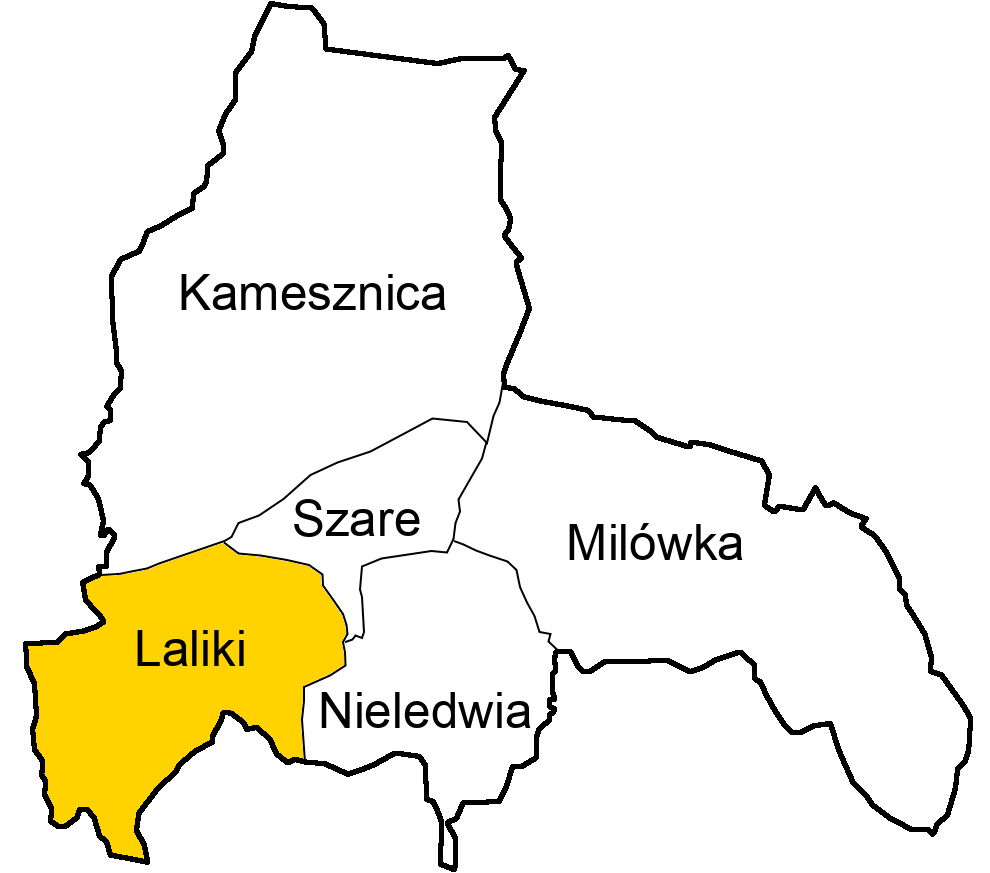
Dorf innerhalb der Gemeinde

## Geschichte
Bis 1948 das Gebiet des heutigen Dorfes gehörte zum Szare und wurde Szare Gronie genannt.
Im Winter 1945 wurden dort einige Bunker von Deutsche erbaut, wo sich bis späten April wehrten.
Von 1975 bis 1998 gehörte Laliki zur Woiwodschaft Bielsko-Biała.

## Sehenswürdigkeiten
- Filialkirche aus Holz in Laliki-Pochodzita, erbaut 1947, umbaut 1965
- Gemauerte Kapelle in Laliki-Tarliczne, erbaut 1688
- Gemauerte Kapelle in Laliki-Pawliczne, erbaut 1826

## Verkehr
Durch Laliki verläuft die Droga ekspresowa S69 (teilweise im Bau) Bielsko-Biała–Żywiec–Zwardoń (PL/SK) durch den längsten Tunnel in Polen (678 m), die Droga wojewódzka DW 943 und der Schienenweg Katowice–Zwardoń (PL/SK).